# Kim Jung-hyuk
Kim Jung-hyeok (en hangeul : 김중혁) est un auteur sud-coréen né à Gimcheon le 7 mars 1971. Il a écrit notamment La Bibliothèque des instruments de musique(Akgideurui doseogwan).

## Biographie
Kim Jung-hyeok est né en 1971 à Gimcheon dans le Gyeongsang du Nord. Après ses études littéraires à l’université Keiymyung à Daegu, il a été web-designer, chroniqueur pour un magazine de cinéma, journaliste dans un magazine culinaire et de voyage pendant trois ans. Il a débuté avec une nouvelle, Penguin News. Esprit curieux, en même temps dessinateur, collectionneur, journaliste, DJ et écrivain, Kim s’intéresse à toutes les réalités contemporaines. Sa nouvelle D le décalé (Eotbakja D) lui a valu le Prix littéraire de Kim Yu-jeong en 2008. Elle appartient à son deuxième recueil de nouvelles intitulé La Bibliothèque des instruments de musique (Akgideurui doseogwan) Il a également reçu le Grand Prix des Jeunes Auteurs en 2010 et le Prix du Jeune Artiste (littérature) en 2011. Il est aussi auteur pour enfants et se passionne pour l’écriture sur Internet tout en animant son site personnel.

## Monde littéraire
Probablement parce qu’il a commencé à écrire au moment de son service militaire, dont on sait qu’il n’est pas une période particulièrement drôle en Corée (entre deux et trois ans de service obligatoire), Kim Jung-hyeok a choisi d’écrire pour consoler, pour se consoler et donner du plaisir. Il énonce cet objectif comme allant de soi dans une société coréenne qu’il estime trop tournée vers les questions de rentabilité, de performance, dans un monde qui devient de plus en plus utilitariste. Il fait partie de ces jeunes auteurs qui dénoncent à leur façon une société qui a tendance à se retourner contre les intérêts de l’être humain au profit d’autres intérêts plus obscurs.

## Liens
- Notices d'autorité :   - VIAF
  - ISNI
  - BnF (données)
  - IdRef
  - LCCN
  - GND
  - Japon
  - CiNii
  - Pays-Bas
  - Israël
  - Tchéquie
  - Lettonie
  - LTI
  - Corée du Sud
  - WorldCat
- LTI Korea(kor)